# Markus N. Beeko
Markus N. Beeko (* 1967 in Köln) ist ein deutscher Menschenrechtler. Er war vom 1. September 2016 bis zum 31. Oktober 2023 Generalsekretär der deutschen Sektion von Amnesty International.
Nach dem Studium von 1988 bis 1994 an der Universität zu Köln in den Fächern Marketing, Organisation und Verkehrssicherheit, welches er mit einem Master of Business Administration abschloss, arbeitete er fünf Jahre für die Werbeagentur LINTAS, gefolgt von einer vierjährigen Tätigkeit bei Prognos.
Ab 2004 leitete er die Abteilung „Kampagnen und Kommunikation“ der deutschen Sektion von Amnesty International und war darüber hinaus Mitglied der „Global Communications Group“ im internationalen Sekretariat von Amnesty International in London.
Als Generalsekretär der Organisation folgte er auf Selmin Çalışkan und war Vorgänger von Julia Duchrow.